# Holiare
Holiare (węg. Gellér) – wieś i gmina (obec) w powiecie Komárno w kraju nitrzańskim na Słowacji, sama wieś pierwszy raz wzmiankowana w 1257 roku.
W 2011 roku populacja wynosiła 468 osób, około 90% mieszkańców stanowili Węgrzy, 3% Słowacy, narodowości pozostałych 7% nie ustalono.